# Campionato ungherese di football americano
Il campionato ungherese di football americano è una competizione che riunisce l'élite dei club ungheresi di football americano dal 2005. L'organizzatore del campionato e delle squadre nazionali è la Magyar Amerikai Football Szövetség (MAFSZ).
Questa competizione si disputa con una stagione regolare con girone all'italiana, seguita da play-off e finale, chiamata Hungarian Bowl.

## Formato
Il campionato attuale è diviso in tre categorie: la Hungarian Football League, la Divízió I e la Divízió II.
Il gioco si svolge con le regole della MAFSZ che si basano sul regolamento della NCAA.

## Finali

### Campionato di primo livello
| Data               | Finale                                | Vincitore           | Punteggio | Finalista            |
| ------------------ | ------------------------------------- | ------------------- | --------- | -------------------- |
| 2005 (19 novembre) | Hungarian Bowl I                      | Budapest Wolves 2   | 46-0      | Debrecen Gladiators  |
| 2006 (1º luglio)   | Hungarian Bowl II                     | Győr Sharks         | 7-6       | Debrecen Gladiators  |
| 2007 (12 luglio)   | Hungarian Bowl III                    | Győr Sharks         | 42-12     | Debrecen Gladiators  |
| 2008 (12 luglio)   | Hungarian Bowl IV                     | Budapest Wolves     | 20-14     | Budapest Cowboys     |
| 2009 (7 novembre)  | Hungarian Bowl V                      | Budapest Wolves     | 16-12     | Győr Sharks          |
| 2010 (16 ottobre)  | Hungarian Bowl VI                     | Budapest Wolves     | 58-0      | Nyíregyháza Tigers   |
| 2011               | Divízió I - Pannon Bowl V (17 luglio) | Nyíregyháza Tigers  | 42-7      | Békéscsaba Raptors   |
| 2011               | Fall Bowl - Fall Bowl I (6 novembre)  | Budapest Wolves     | 28-0      | Nyíregyháza Tigers   |
| 2012 (22 ottobre)  | Hungarian Bowl VII                    | Budapest Wolves     | 65-21     | Budapest Hurricanes  |
| 2013 (26 ottobre)  | Hungarian Bowl VIII                   | Budapest Hurricanes | 28-24     | Budapest Wolves      |
| 2014 (15 novembre) | Hungarian Bowl IX                     | Újbuda Rebels       | 19-9      | Budapest Wolves      |
| 2015 (4 luglio)    | Hungarian Bowl X                      | Bratislava Monarchs | 55-34     | Budapest Wolves      |
| 2016 (19 giugno)   | Hungarian Bowl XI                     | Miskolc Steelers    | 19-16     | Budapest Cowbells    |
| 2017 (8 luglio)    | Hungarian Bowl XII                    | Budapest Cowbells   | 14-10     | Miskolc Steelers     |
| 2018 (14 luglio)   | Hungarian Bowl XIII                   | Budapest Wolves     | 34-30     | Miskolc Steelers     |
| 2019 (6 luglio)    | Hungarian Bowl XIV                    | Fehérvár Enthroners | 14-12     | Kiev Capitals        |
| 2020 (28 novembre) | Pannon Bowl XIV                       | Győr Sharks         | 32-13     | Szombathely Crushers |
| 2021 (10 luglio)   | Hungarian Bowl XV                     | Budapest Wolves     | 18-7      | Fehérvár Enthroners  |
| 2022 (16 luglio)   | Hungarian Bowl XVI                    | Fehérvár Enthroners | 31-24     | Budapest Wolves      |
| 2023 (15 luglio)   | Hungarian Bowl XVII                   | Budapest Wolves     | 49-28     | Újpest Bulldogs      |
| 2024 (20 luglio)   | Hungarian Bowl XVIII                  | Budapest Titans     | 51-29     | Budapest Cowbells    |

### Campionato di secondo livello
| Data               | Finale            | Vincitore                                       | Punteggio                                       | Finalista                                       |                                                 |
| ------------------ | ----------------- | ----------------------------------------------- | ----------------------------------------------- | ----------------------------------------------- | ----------------------------------------------- |
| 2007               | Pannon Bowl I     | Budapest Cowboys                                | Vincitori del girone                            | Vincitori del girone                            |                                                 |
| 2008 (5 luglio)    | Pannon Bowl II    | Nyíregyháza Tigers                              | 36-20                                           | Zala Predators                                  |                                                 |
| 2009 (11 luglio)   | Pannon Bowl III   | Dunaújváros Gorillaz                            | 10-0                                            | Zala Predators                                  |                                                 |
| 2010               | Pannon Bowl IV    | Miskolc Steelers                                | Vincitori del girone                            | Vincitori del girone                            |                                                 |
| 2011 (17 luglio)   | Duna Bowl II      | Budapest Hurricanes                             | 56-14                                           | Újpest Bulldogs                                 |                                                 |
| 2012 (14 luglio)   | Pannon Bowl VI    | Dunaújváros Gorillaz                            | 42-7                                            | Békéscsaba Raptors                              |                                                 |
| 2013               | Pannon Bowl VII   | Budapest Cowboys                                | 34-3                                            | Dunaújváros Gorillaz                            |                                                 |
| 2014 (19 luglio)   | Pannon Bowl VIII  | Újpest Bulldogs                                 | 43-36                                           | Miskolc Steelers                                |                                                 |
| 2015 (11 luglio)   | Pannon Bowl IX    | Eger Heroes                                     | 19-16                                           | Dunaújváros Gorillaz                            |                                                 |
| 2016 (10 luglio)   | Pannon Bowl X     | Dunaújváros Gorillaz                            | 28-8                                            | Debrecen Gladiators                             |                                                 |
| 2017 (15 luglio)   | Pannon Bowl XI    | Fehérvár Enthroners                             | 28-7                                            | Budapest Eagles                                 |                                                 |
| 2018 (15 luglio)   | Pannon Bowl XII   | Szombathely Crushers                            | 17-7                                            | Szekszárd Bad Bones                             |                                                 |
| 2019 (13 luglio)   | Pannon Bowl XIII  | Szombathely Crushers                            | 32-0                                            | Eger Heroes                                     |                                                 |
| 2020 (28 novembre) | Duna Bowl XI      | Campionato interrotto dopo la stagione regolare | Campionato interrotto dopo la stagione regolare | Campionato interrotto dopo la stagione regolare | Campionato interrotto dopo la stagione regolare |
| 2021 (17 luglio)   | Pannon Bowl XV    | Miskolc AFT                                     | 43-22                                           | Budapest Cowbells 2                             |                                                 |
| 2022 (23 luglio)   | Pannon Bowl XVI   | Budapest Titans                                 | 18-13                                           | Szombathely Crushers                            |                                                 |
| 2023 (22 luglio)   | Pannon Bowl XVII  | Dabas Sparks                                    | 17-14                                           | Budapest Wolves 2                               |                                                 |
| 2024 (13 luglio)   | Pannon Bowl XVIII | CFS Guardians                                   | 34-33                                           | Diósd Saints                                    |                                                 |

### Campionato di terzo livello
| Data             | Finale         | Vincitore                                          | Punteggio                                          | Finalista                                          |                                                    |
| ---------------- | -------------- | -------------------------------------------------- | -------------------------------------------------- | -------------------------------------------------- | -------------------------------------------------- |
| 2009             | Duna Bowl I    | Újbuda Rebels                                      | 33-0                                               | Jászberény Wolverines                              |                                                    |
| 2010             |                | Stagione non disputata                             | Stagione non disputata                             | Stagione non disputata                             | Stagione non disputata                             |
| 2011             |                | Stagione non disputata (diventata secondo livello) | Stagione non disputata (diventata secondo livello) | Stagione non disputata (diventata secondo livello) | Stagione non disputata (diventata secondo livello) |
| 2012 (14 luglio) | Duna Bowl II   | Budapest Cowboys 2                                 | 33-7                                               | Újbuda Rebels 2                                    |                                                    |
| 2013             | Duna Bowl III  | Újpest Bulldogs                                    | 41-6                                               | Újbuda Rebels 2                                    |                                                    |
| 2014             | Duna Bowl IV   | Miskolc Renegades                                  | 38-21                                              | Budapest Hurricanes 2                              |                                                    |
| 2015 (11 luglio) | Duna Bowl V    | Debrecen Gladiators                                | 21-14                                              | Szekszárd Bad Bones                                |                                                    |
| 2016 (9 luglio)  | Duna Bowl VI   | Budapest Eagles                                    | 35-13                                              | Fehérvár Enthroners                                |                                                    |
| 2017 (16 luglio) | Duna Bowl VII  | Nyíregyháza Tigers                                 | 17-7                                               | Szombathely Crushers                               |                                                    |
| 2018 (15 luglio) | Duna Bowl VIII | Eger Heroes                                        | 42-20                                              | Dabas Sparks                                       |                                                    |
| 2019 (13 luglio) | Duna Bowl IX   | Miskolc Renegades                                  | 40-38                                              | Tatabánya Mustangs                                 |                                                    |
| 2020             |                | Stagione non disputata (diventata secondo livello) | Stagione non disputata (diventata secondo livello) | Stagione non disputata (diventata secondo livello) | Stagione non disputata (diventata secondo livello) |
| 2021 (31 luglio) | Duna Bowl X    | Budapest Wolves 2                                  | 34-14                                              | Tatabánya Mustangs                                 |                                                    |
| 2022 (31 luglio) | Duna Bowl XI   | Újpest Bulldogs                                    | 10-6                                               | Budapest Wolves 2                                  |                                                    |
| 2023             |                | Stagione non disputata                             | Stagione non disputata                             | Stagione non disputata                             | Stagione non disputata                             |
| 2024 (27 luglio) | Duna Bowl XII  | Debrecen Gladiators                                | 38-7                                               | Eger Heroes                                        |                                                    |

### Coppa
| Data               | Finale       | Vincitore        | Punteggio | Finalista           |
| ------------------ | ------------ | ---------------- | --------- | ------------------- |
| 2006 (28 ottobre)  | Blue Bowl I  | Budapest Wolves  | 63-20     | Debrecen Gladiators |
| 2012 (18 novembre) | Blue Bowl II | Budapest Cowboys | 13-6      | Újpest Bulldogs     |

### Under-19
| Data               | Finale      | Vincitore              | Punteggio              | Finalista              |                        |
| ------------------ | ----------- | ---------------------- | ---------------------- | ---------------------- | ---------------------- |
| 2010 (14 novembre) | Finale I    | Budapest Cowboys       | 20-0                   | Fejér Juniors          |                        |
| 2011               |             | Stagione non disputata | Stagione non disputata | Stagione non disputata | Stagione non disputata |
| 2012 (17 novembre) | Finale II   | Budapest Wolves        | 17-14                  | Budapest Hurricanes    |                        |
| 2013               |             | Stagione non disputata | Stagione non disputata | Stagione non disputata | Stagione non disputata |
| 2014 (8 novembre)  | Finale III  | Budapest Wolves        | 3-0                    | Budapest Hurricanes    |                        |
| 2015 (14 novembre) | Finale IV   | Budapest Wolves        | 36-6                   | Budapest Cowbells      |                        |
| 2016 (19 novembre) | Finale V    | Budapest Wolves        | 34-0                   | Miskolc Steelers       |                        |
| 2017 (11 novembre) | Finale VI   | Budapest Wolves        | 18-12                  | Miskolc Steelers       |                        |
| 2018 (18 novembre) | Finale VII  | Budapest Cowbells      | 9-6                    | Debrecen Gladiators    |                        |
| 2019 (17 novembre) | Finale VIII | Budapest Wolves        | 21-14                  | Debrecen Gladiators    |                        |
| 2020               |             | TBD                    |                        | TBD                    |                        |
| 2021 (12 dicembre) | Finale IX   | Újpest Bulldogs        | 34-20                  | Győr Sharks            |                        |
| 2022 (17 dicembre) | Finale X    | Újpest Bulldogs        | 28-13                  | Fehérvár Enthroners    |                        |
| 2023 (16 dicembre) | Finale XI   | Újpest Bulldogs        | 37-0                   | Fehérvár Enthroners    |                        |

### Under-16/Under-17
| Data               | Finale                 | Vincitore              | Punteggio              | Finalista              |
| ------------------ | ---------------------- | ---------------------- | ---------------------- | ---------------------- |
| 2014               | Finale I               | Young Guns United      | 16-14                  | Budapest Wolves        |
| 2015               | Finale II              | E Juniors              | 20-12                  | Budapest Wolves        |
| 2016               | Stagione non disputata | Stagione non disputata | Stagione non disputata | Stagione non disputata |
| 2017               | Stagione non disputata | Stagione non disputata | Stagione non disputata | Stagione non disputata |
| 2018 (17 novembre) | Finale III             | Fehérvár Enthroners    | 32-8                   | Győr Sharks            |
| 2019 (9 novembre)  | Finale IV              | Újpest Bulldogs        | 41-0                   | Budapest Wolves        |
| 2020               | Campionato interrotto  | Campionato interrotto  | Campionato interrotto  | Campionato interrotto  |
| 2021 (4 dicembre)  | Finale V               | Fehérvár Enthroners    | 48-32                  | Budapest Wolves        |
| 2022 (10 dicembre) | Finale VI              | Újpest Bulldogs        | 42-6                   | Budapest Wolves        |
| 2023 (9 dicembre)  | Finale VII             | Budapest Wolves        | 39-26                  | Újpest Bulldogs        |

### Under-15
| Data               | Finale     | Vincitore             | Punteggio             | Finalista             |                       |
| ------------------ | ---------- | --------------------- | --------------------- | --------------------- | --------------------- |
| 2018               | Finale I   | Győr Sharks           | 28-16                 | Újpest Bulldogs       |                       |
| 2019               | Finale II  | Budapest Wolves       | 20-18                 | Újpest Bulldogs       |                       |
| 2020               |            | Campionato interrotto | Campionato interrotto | Campionato interrotto | Campionato interrotto |
| 2021 (14 novembre) | Finale III | Újpest Bulldogs       | 54-22                 | Fehérvár Enthroners   |                       |
| 2022 (3 dicembre)  | Finale IV  | Újpest Bulldogs       | 56-38                 | Fehérvár Enthroners   |                       |
| 2023 (25 novembre) | Finale V   | Szigetköz Bandits     | 64-46                 | VSD Rangers           |                       |

## Squadre per numero di campionati vinti
Le tabelle seguenti mostrano le squadre ordinate per numero di campionati vinti nelle diverse leghe.

### Campionato di primo livello
|   | Squadra             | Anni                                           |
| - | ------------------- | ---------------------------------------------- |
| 8 | Budapest Wolves     | 2005, 2008, 2009, 2010, 2012, 2018, 2021, 2023 |
| 3 | Győr Sharks         | 2006, 2007, 2020                               |
| 2 | Fehérvár Enthroners | 2019, 2022                                     |
| 1 | Budapest Titans     | 2024                                           |
| 1 | Budapest Cowbells   | 2017                                           |
| 1 | Miskolc Steelers    | 2016                                           |
| 1 | Bratislava Monarchs | 2015                                           |
| 1 | Újbuda Rebels       | 2014                                           |
| 1 | Budapest Hurricanes | 2013                                           |
| 1 | Nyíregyháza Tigers  | 2011                                           |

### Fall Bowl
|   | Squadra         | Anni |
| - | --------------- | ---- |
| 1 | Budapest Wolves | 2011 |

### Campionato di secondo livello
|   | Squadra              | Anni             |
| - | -------------------- | ---------------- |
| 3 | Dunaújváros Gorillaz | 2009, 2012, 2016 |
| 2 | Miskolc Steelers     | 2010, 2021       |
| 2 | Szombathely Crushers | 2018, 2019       |
| 2 | Budapest Cowboys     | 2007, 2013       |
| 1 | CFS Guardians        | 2024             |
| 1 | Dabas Sparks         | 2023             |
| 1 | Budapest Titans      | 2022             |
| 1 | Fehérvár Enthroners  | 2017             |
| 1 | Eger Heroes          | 2015             |
| 1 | Újpest Bulldogs      | 2014             |
| 1 | Budapest Hurricanes  | 2011             |
| 1 | Nyíregyháza Tigers   | 2008             |

### Campionato di terzo livello
|   | Squadra             | Anni       |
| - | ------------------- | ---------- |
| 2 | Debrecen Gladiators | 2015, 2024 |
| 2 | Újpest Bulldogs     | 2013, 2022 |
| 2 | Miskolc Renegades   | 2014, 2019 |
| 1 | Budapest Wolves     | 2021       |
| 1 | Eger Heroes         | 2018       |
| 1 | Nyíregyháza Tigers  | 2017       |
| 1 | Budapest Eagles     | 2016       |
| 1 | Budapest Cowboys    | 2012       |
| 1 | Újbuda Rebels       | 2009       |

### Coppa
|   | Squadra          | Anni |
| - | ---------------- | ---- |
| 1 | Budapest Cowboys | 2012 |
| 1 | Budapest Wolves  | 2006 |